# Мене звуть Брюс
Мене звуть Брюс (англ. My Name Is Bruce) — американський комедійний фільм жахів 2007 року.

## Сюжет
У якомусь маленькому містечку починають відбуватися страшні речі, і жителі не придумують нічого кращого, крім як запросити Брюса Кемпбелла. На їх думку ніхто не впорається з тварюками краще хлопця з «Зловісних мерців». Але насправді, у Брюса немає рушниці, він ніколи не користувався бензопилкою і може багато загинути людей, перш, ніж він розбереться, що до чого.

## У ролях
| Актор               | Роль                           |
| ------------------- | ------------------------------ |
| Брюс Кемпбелл       | Брюс Кемпбелл                  |
| Грейс Торсен        | Грем Келлі                     |
| Тейлор Шарп         | Джефф                          |
| Тед Реймі           | Майллс Тоддер / Він / художник |
| Бен МакКейн         | мер                            |
| Еллен Сендвайсс     | Шеріл                          |
| Тімоті Патрік Куілл | Френк                          |
| Ден Гікс            | фермер                         |
| Логан Мартін        | Клейтон                        |
| Елі Екей            | маленька Деббі                 |
| Аріель Баденгоп     | велика Деббі                   |
| Джеймс Дж. Пек      | Гуань-ді / Монстр              |
| Джен Браун          | Петра                          |
| Курт Рауф           | кінооператор                   |
| Майкл Калліо        | режисер / роздратований        |
| Адам Бойд           | Крихітка                       |
| Стівен А. Вайт      | фанат 1                        |
| Майк Естес          | фанат 2                        |
| Майкл Меєр          | фанат 3                        |
| Вінсент Анджеліні   | фанат на інвалідному кріслі    |